# Dagmar Krause

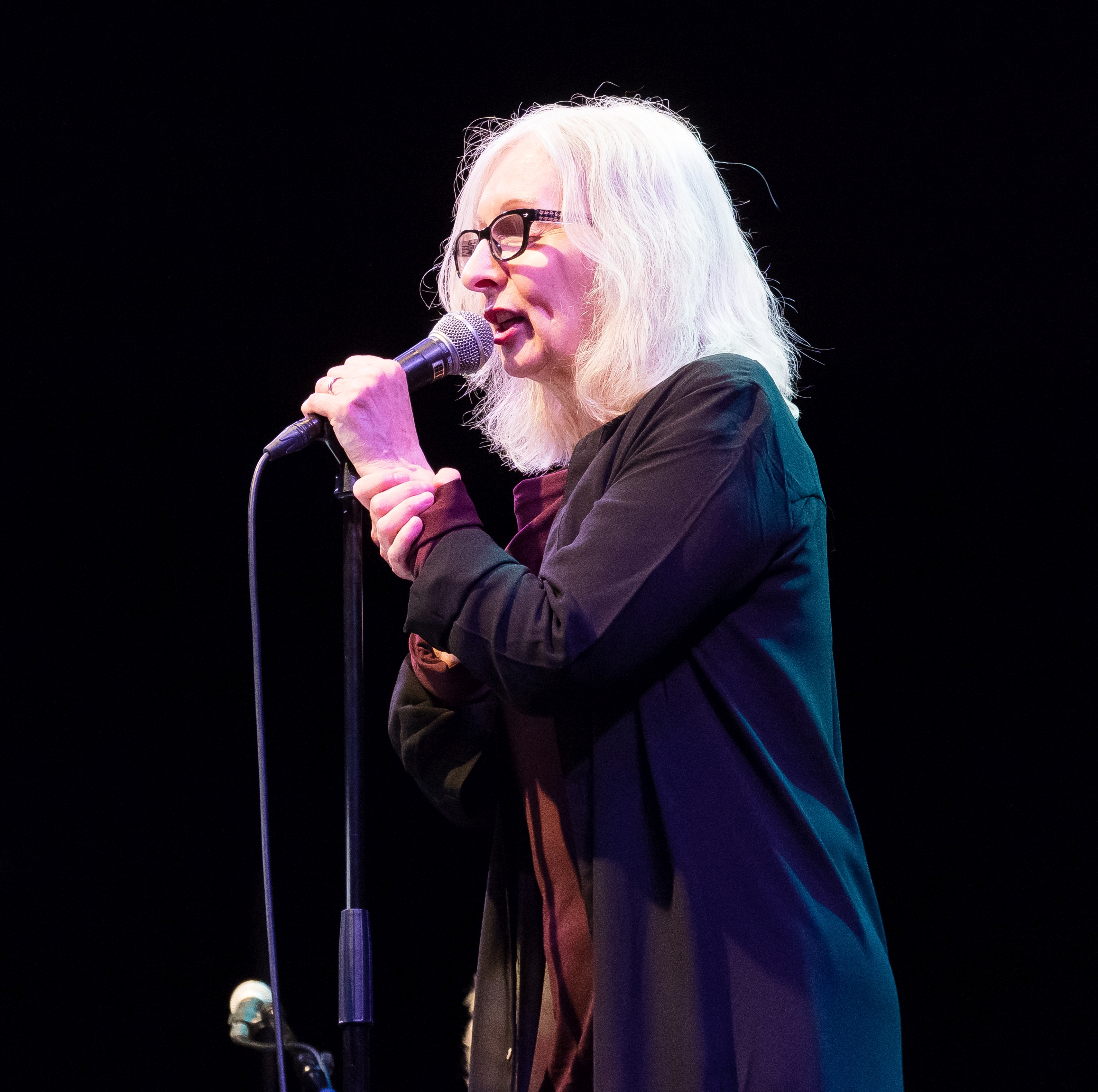
Dagmar Krause (2017)

Dagmar Krause (* 4. Juni 1950 in Hamburg) ist eine deutsche Rock-, Jazz- und Avantgarde-Sängerin, die den Großteil ihrer musikalischen Karriere in England verbracht hat. Dort gilt sie als eine der wichtigsten Stimmen des britischen Progressive-Rock und der Rock-In-Opposition-Bewegung.

## Leben und Wirken
Krause trat schon mit 14 Jahren in Clubs auf der Hamburger Reeperbahn auf. 1968 stieß sie zur populären Folk-Pop-Gruppe The City Preachers, der damals u. a. auch Udo Lindenberg und Inga Rumpf angehörten. Das Ensemble löste sich kurze Zeit später auf. Rumpf und Krause veröffentlichten gemeinsam eine LP unter dem Namen I.D. Company – tatsächlich handelte es sich um zwei unterschiedliche Solo-Projekte, die jeweils eine LP-Seite ausmachten.
1972 lernte Krause den britischen Komponisten Anthony Moore (den sie später auch heiratete) und den dänisch-amerikanischen Texter/Musiker Peter Blegvad kennen. Moore und Blegvad suchten eine Sängerin für ein Band-Projekt, das einen neuen Stil verfolgen sollte: Eine „naive Rock-Band“, die simple Pop-Strukturen mit komplexen Texten verknüpfte. Gemeinsam mit Krause entstand das Trio Slapp Happy. Da weder Moore noch Blegvad über Erfahrung als Rock-Musiker verfügten, brachte sie der Journalist und Produzent Uwe Nettelbeck mit der von ihm betreuten Band Faust zusammen, die zunächst als Backing-Band fungierte. In dieser Konstellation erhielt Slapp Happy einen Plattenvertrag mit der deutschen Polydor und nahm zwei Alben auf: Sort Of (1972) und Casablanca Moon (1973). Auf die erste LP gab es keine große Resonanz, und das zweite Album blieb zunächst unveröffentlicht.
Nettelbeck hatte inzwischen Kontakte zum britischen Label Virgin Records geknüpft. Virgin nahm Slapp Happy unter Vertrag, allerdings unter der Bedingung, dass die zweite LP neu aufgenommen würde. Die Band zog daraufhin nach London und produzierte eine neue Version von Casablanca Moon mit verschiedenen Session-Musikern. Einige davon entstammten der sogenannten Canterbury-Szene, deren musikalisches Netzwerk auch in den Folgejahren für Krauses Bands und Projekte prägend war.
Die LP erschien 1974 ohne Titel und war ein Achtungserfolg für das damals noch junge Label. (Spätere Ausgaben der LP wurden auch unter dem ursprünglich vorgesehenen Namen geführt, was gelegentlich zu Verwechslungen mit der Polydor-Version verleitet, die 1980 unter dem Titel Acnalbasac Noom auf den Markt kam, 2016 wurde das Album erneut auf Tapete Records veröffentlicht.)
Slapp Happy tourte danach erfolgreich mit einem weiteren Ensemble aus der Canterbury-Szene, der Polit-Rock-Formation Henry Cow, die ebenfalls bei Virgin unter Vertrag war. Die Tour führte zu einer Art Fusion der beiden Bands, und es entstanden die beiden Projekte Desperate Straights (1974) und In Praise of Learning (1975). Musikalische und politische Differenzen sorgten jedoch für einen Bruch, und Moore und Blegvad verließen das Ensemble.
Krause blieb bei Henry Cow und tourte mit der Formation zwei Jahre lang durch Europa. Aus gesundheitlichen Gründen kehrte sie 1976 nach Hamburg zurück, wollte jedoch am nächsten Studio-Album der Band teilnehmen. Auch während dieser Aufnahmen kam es zu bandinternen Auseinandersetzungen, so dass das Album Hopes And Fears schließlich als Projekt einer neuen Band erschien, den Art Bears, die neben Krause noch aus dem Schlagzeuger Chris Cutler und dem Gitarristen Fred Frith bestand.
Die Art Bears waren ursprünglich nur als kurzlebiges Projekt gedacht, veröffentlichten aber in der Konstellation Krause/Cutler/Frith noch zwei weitere LPs. Danach starteten Cutler und Krause mit News from Babel ein neues Band-Projekt, das zwei Alben herausbrachte.
In den folgenden Jahren trat Krause jedoch vor allem als Solo-Künstlerin und als Mitwirkende in anderen Projekten und Kooperationen in Erscheinung. So arbeitete sie z. B. mit Michael Nyman, Lindsay Cooper, Tim Hodgkinson. 1978 trat sie in einer Londoner Produktion von Bertolt Brechts Aufstieg und Fall der Stadt Mahagonny auf. 1979 veröffentlichte sie im Duo mit Kevin Coyne das Album Babble. 1981 arbeitete sie mit Heiner Goebbels und Alfred Harth zusammen und schuf dabei erstmals zeitgenössische Interpretationen von Brechtsongs.
1986 erschienen die zwei Solo-Alben Supply and Demand mit Songs von Bert Brecht und Kurt Weill sowie Tank Battles mit Songs von Hanns Eisler. Beide LPs wurden auch in deutschsprachigen Versionen unter den Titeln Angebot und Nachfrage und Panzerschlacht veröffentlicht.
1991 arbeitete Krause erstmals wieder mit Moore und Blegvad zusammen: Für den Sender Channel 4 entstand die Fernsehoper Camera nach einer Idee von Krause mit Musik von Moore und Texten von Blegvad, in der Krause als Melusine auftrat. Einige Jahre später wurde Slapp Happy auch offiziell reformiert – die LP Ça Va erschien 1997 –, und 2000 gab es eine Tournee in Japan, die auch auf CD dokumentiert wurde. 1992 wirkte sie an einer Produktion von Lutz Glandien mit. 1996 arbeitete sie außerdem mit Dirk Raulf an dessen Album mit Chansons des Komponisten Friedrich Hollaender. Mit Marie Goyette reflektierte sie 1998 in a scientific dream and french kiss Werke der Klassik.
2010 schloss sie sich dem Ensemble Comicoperando an, das Musik von Robert Wyatt interpretiert und dem neben ihrem alten Weggefährten Chris Cutler auch Annie Whitehead und Karen Mantler angehören.

## Diskographie
Mit den City Preachers

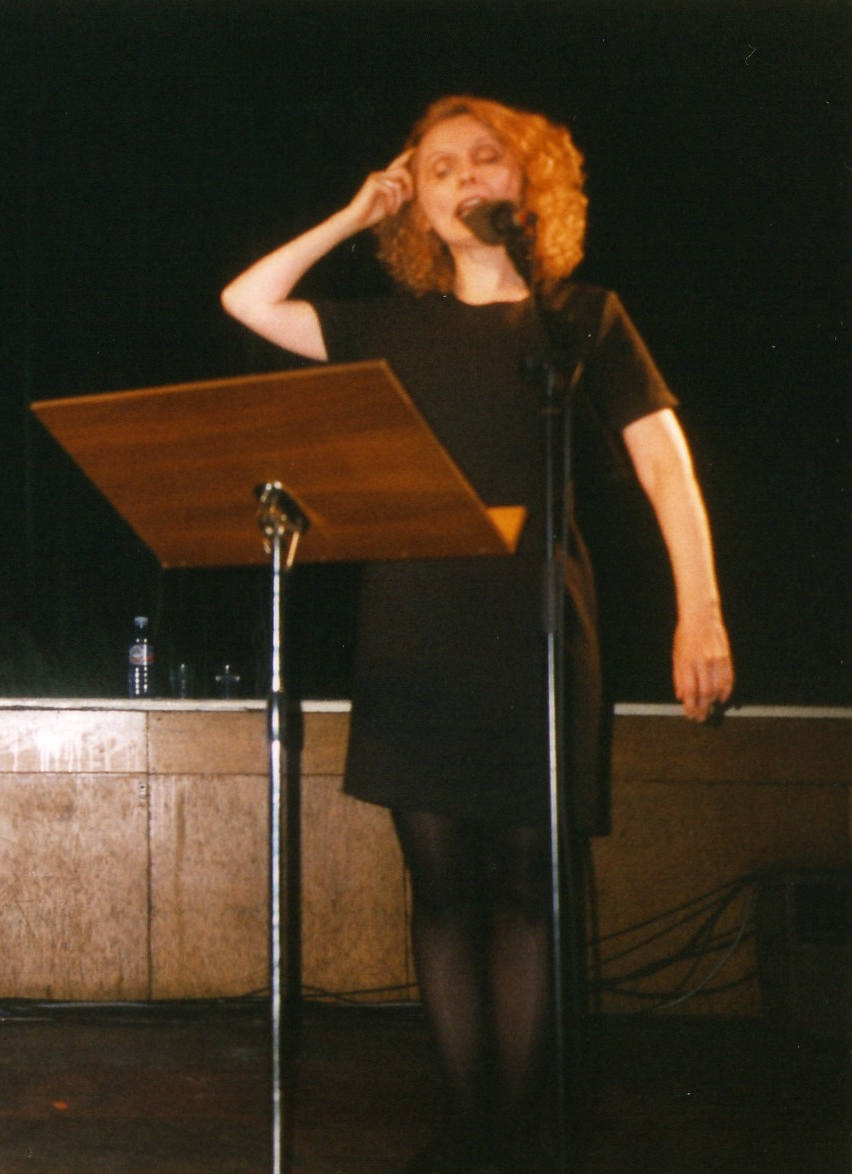
Dagmar Krause 1997

- Der Kürbis, das Transportproblem und die Träumtänzer (Decca, 1968)
- Back To The City (Hörzu, 1970)

Mit Slapp Happy
- Sort Of (1972, Polydor)
- Acnalbasac Noom (1973, vö. erst 1980 auf Recommended Records)
- Slapp Happy (1974, Virgin, auch unter dem Titel Casablanca Moon geführt)
- Ça Va (1997, V2)
- Live In Japan (2000, FMN)

Als Slapp Happy/Henry Cow
- Desperate Straights (1974, Virgin)
- In Praise Of Learning (1975, Virgin)

Mit Henry Cow
- Henry Cow Concerts (1976, Caroline)

Mit den Art Bears
- Hopes And Fears (1978, Recommended)
- Winter Songs (1979, Recommended)
- The World As It Is Today (1981, Recommended)

Mit News from Babel
- Work Resumed on the Tower (1984, Recommended)
- Letters Home (1985, Recommended)

Solo-Alben und andere Projekte (in Auswahl)
- I.D. Company (1970, Hörzu, mit Wolfgang Kliegel, Frank St. Peter, Hans Hartmann, Joe Nay sowie auf der anderen Plattenseite Inga Rumpf)
- Babble (1979, Virgin, mit Kevin Coyne)
- Bertolt Brecht: Zeit wird knapp (1981, mit Heiner Goebbels & Alfred Harth)
- Der durchdrungene Mensch/Indianer für Morgen (1981, mit Heiner Goebbels & Alfred Harth)
- Commuters (1982/2000, Amphibious/Voiceprint Records, mit Harold Schellinx und Ronald Heiloo)
- Supply and Demand/Angebot und Nachfrage (1986, Hannibal)
- Tank Battles/Panzerschlacht (1986, Island)
- Camera (1991, Blueprint, mit Anthony Moore und Peter Blegvad)
- Voiceprint Radio Sessions (1993, Voiceprint Records)
- Friedrich Hollaender Or the Laughter of Loneliness (1996, New Classic Colours, mit Dirk Raulf Orchestra)
- A Scientific Dream and a French Kiss (1998, Resurgence, mit Marie Goyette)